# Замок Стиллорган
Замок Стиллорган (англ. Stillorgan Castle) — один из замков Ирландии, находившийся в графстве Дублин, к югу от Дублина, на земле Стиллорган. В 1908 году замок уничтожил пожар. Ныне в замке находится Дом Святого Иоанна — там расположена психиатрическая больница.

## История
Около 900 года земля, на которой будет стоять замок Стиллорган называлась Тир Лоркайн. До того она была известна как Акранакилл или Атнакилл. На этом месте еще в очень давние времена был построен храм. В 1216 году здесь была церковь святой Бригиды. Святая Бригида основала монастырь в нынешнем графстве Килдэр в V или VI веке. Этот монастырь стал одним из «большой тройки» монастырей Ирландии — вместе с монастырем на острове Иона и монастырем в нынешнем графстве Арма. Монахи из монастыря Святой Бригиды пришли в землю Стиллорган и построили здесь церковь в начале IX века. И как это было принято в Ирландии, это была монашеская церковь — церковь-монастырь. Типичный ирландский монастырь состоял из маленькой церкви, келий для монахов, трапезной и школы. Дома были окружены крепостной стеной и рвом. Церковь Стиллорган строилась по такому же принципу.
После англо-норманнского завоевания Ирландии этой землей владел феодал Ремундус де Карру. Он «подарил» землю монахам церкви Святой Марии, так называемым «Белым монахам». В грамоте, которая это подтверждала эти земли назывались Страхлоркан или Аргортин.
В те времена возле поместья и монастыря находилось старинное поселение Стиллорган, от которого уже не осталось и следа — во время перестройки Дублина более 100 старых домов было снесено.
В 1695 году Аллен построил здесь Стиллорган-Парк-Хаус. Дом сохранился до нашего времени. В 1706—1712 годах семья Аллен построила церковь святой Бригиды.